# Чаловец
Чаловец (слч. Čalovec, мађ. Megyercs) насељено је мјесто са административним статусом сеоске општине (слч. obec) у округу Коморан, у Њитранском крају, Словачка Република.

## Становништво
| Година:    | 1994. | 2004.   | 2014.   | 2024.   |
| ---------- | ----- | ------- | ------- | ------- |
| Број људи: | 1169  | 1177    | 1164    | 1109    |
| Разлика:   |       | +0,68 % | -1,10 % | -4,72 % |

| Година:    | 2023. | 2024.   |
| ---------- | ----- | ------- |
| Број људи: | 1122  | 1109    |
| Разлика:   |       | -1,15 % |

Према подацима о броју становника из 2011. године насеље је имало 1.194 становника.